# 1-clorodecano
El 1-clorodecano, también llamado cloruro de decilo, es un compuesto orgánico de fórmula molecular C10H21Cl. Es un haloalcano lineal de diez carbonos en donde un átomo de cloro está unido a uno de los carbonos terminales.

## Propiedades físicas y químicas
A temperatura ambiente, el 1-clorodecano es un líquido incoloro e inodoro. Tiene su punto de ebullición a 223 °C y su punto de fusión a -34 °C.
Posee una densidad inferior a la del agua, ρ = 0,868 g/cm³.
Su viscosidad a 20 °C es de 1,94 cP, superior a la del agua y semejante a la del 1-propanol.
El valor del logaritmo de su coeficiente de reparto, logP = 5,74, indica que es mucho más soluble en disolventes apolares que en disolventes polares. Así, en agua es prácticamente insoluble, apenas 0,4 mg/L.
En cuanto a su reactividad, este cloroalcano es incompatible con agentes oxidantes fuertes y con bases fuertes.

## Síntesis
El 1-clorodecano se puede preparar a partir del 1-decanol usando una resina de copolímero de estireno-divinilbenceno en una disolución de cloruro de fósforo (V) en tetracloruro de carbono.
También es posible la obtención de este cloroalcano por telomerización de etileno con cloruro de hidrógeno a alta presión en presencia de peróxidos, oxígeno molecular o alquilos metálicos.
Otra forma de sintetizar 1-clorodecano es por hidroboración, seguida de clorinolisis, de 1-deceno; en la primera etapa, el uso de 9-alquil-9-borabiciclo[3.3.1]nonanos evita la formación de 2-clorodecano.
La descarboxilación del cloroformiato de decilo, empleando como catalizador dimetilformamida, produce 1-clorodecano con un rendimiento del 93%.
Asimismo, en la conversión de 1-bromodecano a 1-clorodecano con cloruro sódico en agua y resina (110 °C durante 240 horas) se alcanza un rendimiento del 98%.

## Usos
El 1-clorodecano puede ser reducido en un sistema agua/amina con ioduro de samario (II) en tetrahidrofurano (THF). En función de la amina empleada —trietilamina, tetrametiletilendiamina (TMEDA) o PMDTA— el tiempo de reacción varía, siendo el más corto en el caso de PMDTA.
Por el contrario, la oxidación a temperatura ambiente del 1-clorodecano a 1-decanal, utilizando N-óxido de trimetilamina (TMANO) en dimetil sulfóxido (DMSO), tiene lugar con un rendimiento del 95%.
La reacción de 1-clorodecano con amoniaco en fase vapor sobre un catalizador de óxido de magnesio a 310 °C produce un 70,6% de 1-decanamina y un 8% de didecilamina.
Además, el 1-clorodecano se ha empleado en alquilación de aminas secundarias (por ejemplo N-metilpropilamina) para formar la correspondiente amina terciaria.

## Precauciones
El 1-clorodecano es un compuesto combustible que tiene su punto de inflamabilidad a 83 °C y su temperatura de autoignición a 200 °C. Al arder puede desprender humos tóxicos con cloruro de hidrógeno y monóxido de carbono. Asimismo, el contacto con este producto provoca irritación en piel y en ojos.